# Croton scheffleri
Croton scheffleri är en törelväxtart som beskrevs av Ferdinand Albin Pax. Croton scheffleri ingår i släktet Croton och familjen törelväxter. Inga underarter finns listade i Catalogue of Life.